# NGC 4236
NGC 4236 is een balkspiraalstelsel in het sterrenbeeld Draak. Het hemelobject ligt 14,5 miljoen lichtjaar van de Aarde verwijderd en werd op 6 april 1793 ontdekt door de Duits-Britse astronoom William Herschel. NGC 4236 maakt deel uit van de M81-groep, een verzameling van 34 sterrenstelsels met vergelijkbare magnitude.

## Kappa Draconis
Het stelsel NGC 4236 bevindt zich, vanaf de aarde gezien, anderhalve graad ten westzuidwesten van de ster kappa Draconis (magnitude +4). Deze relatief gemakkelijk waar te nemen ster kan als gidsobject fungeren om het stelsel NGC 4236 op te sporen. Kappa Draconis is vergezeld van de sterren 4 (CQ) Draconis en 6 Draconis (elk magnitude +5), en kan daardoor de zoekmethode nog makkelijker maken.

## Synoniemen
- UGC 7306
- MCG 12-12-4
- ZWG 335.8
- KARA 523
- IRAS 12140+6947
- PGC 39346